# Pawłowiczki
Pawłowiczki (in tedesco Pawlowitzke) è un comune rurale polacco del distretto di Kędzierzyn-Koźle, nel voivodato di Opole.
Ricopre una superficie di 153,58 km² e nel 2004 contava 8 468 abitanti.
Il tedesco è riconosciuto e tutelato nel comune come lingua della minoranza.